# Maria Parnell
Maria Parnell z domu Łapińska (ur. 28 lipca 1923 w Moskwie, zm. 5 lipca 2010 w Łodzi) – polska tancerka baletowa, primabalerina, pedagog tańca.
Ukończyła kowieńskie studium baletowe przy tamtejszej operze, w której otrzymała angaż po zakończeniu nauki. Dwa lata później została solistką i rozpoczęła pracę w studium, które sama ukończyła. W październiku 1945 została repatriowana do Polski i znalazła zatrudnienie w grupie baletowej Feliksa Parnella, za którego wyszła za mąż w 1947. Razem z mężem występowała na scenach wszystkich większych miast w kraju, początkowo jako solistka, z czasem jako primabalerina. Od początku 1957 otrzymała angaż w Operze Łódzkiej, w której występowała aż do przejścia w stan spoczynku. W późniejszych latach była pedagogiem w Państwowej Szkole Baletowej w Łodzi, której to szkole nadano imię Feliksa Parnella.
W 1968 nadano jej Honorową Odznakę Miasta Łodzi.
Z Feliksem mieli troje dzieci: Feliksę, Marię, Feliksa.
Zmarła 5 lipca 2010, spoczywa na Starym Cmentarzu w Łodzi.